# Гиффордские лекции
Гиффордские лекции — ежегодная серия лекций, основанная в 1887 году и получившая свое название в честь судьи, лорда Адама Гиффорда. Участие в лекциях является престижнейшим вознаграждением в шотландской академии. С лекциями выступили 174 выдающихся учёных и исследователей различных дисциплин (18 из них — женского пола).
Каждый год проводятся в нескольких университетах Шотландии: старейший Сент-Эндрюсский университет, основанный в 1410—1413 годы, крупнейший Университет Глазго, пятый по старшинству в Великобритании Абердинский университет и Эдинбургский университет. Многие лекции впоследствии были опубликованы в формате книжных изданий.
Изначальная цель лекций формулировалась следующим образом: распространять и содействовать распространению естественной теологии, то есть, познанию Бога. Первые работы преимущественно посвящались вопросам теологии и отношениям между наукой и религией, позже — самым разнообразным философским проблемам, распространяющимся и за пределы строго философского поля: поднимаемые вопросы лежат затрагивают области этнологии, психологии, антропологии, политологии и когнитивных наук.

## Список лекций

##### Университет Глазго
- 1888—1892 Фридрих Макс Мюллер, 1888: «Естественная религия» (англ. Natural Religion vol. 1 and 2); 1890: «Физическая религия» (англ. Physical Religion) ; 1891: «Антропологическая религия» (англ. Anthropological Religion); 1892: «Теософия или психологическая религия» (англ. Theosophy or Psychological Religion).
- 1892—1896 Джон Кэрд[англ.], «Основные идеи христианства» (англ. The Fundamental Ideas of Christianity Vol.1&2)
- 1896—1898 Александр Бальмен Брюс[англ.], «Моральный Порядок Мира , Временный Порядок Мира» (англ. The Moral Order of the World, The Providential Order of the World)
- 1910—1912 Джон Уотсон, «Интерпретация религиозного опыта»(англ. The Interpretation of Religious Experience)
- 1914 Артур Бальфур, «Теизм и гуманизм»(англ. Theism and Humanism)
- 1916—1918 Самуэль Александр, «Пространство, время и божество»(англ. Space, Time, and Deity)
- 1922 Артур Бальфур, «Теизм и Мысль»(англ. Theism and Thought)
- 1927—1928 Дж. С. Холдейн, «Науки и философия» (англ. The Sciences and Philosophy)
- 1932—1934 Уильям Тэмпл, «Природа, Человек и Бог» (англ. Nature, Man and God)
- 1952—1954 Джон Макмюррей[англ.], «Форма личного. Т.1: Я как агент. Т.2: люди в отношениях» (англ. The Form of the Personal vol 1: The Self as Agent vol 2: Persons in Relation)
- 1959 Карл Фридрих фон Вайцзеккер, «Актуальность науки» (англ. The Relevance of Science)
- 1965 Герберт Баттерфилд, «Историческое письмо и христианские верования и человеческие верования и развитие исторического письма» (англ. Historical Writing and Christian Beliefs and Human Beliefs and the Development of Historical Writing)
- 1970 Ричард Уильям Саутерн, «Взлет и падение средневековой системы религиозной мысли» (англ. The Rise and Fall of the Medieval System of Religious Thought)
- 1974—1976 Бейзил Митчелл[англ.], «Мораль религиозная и светская» (англ. Morality, Religious and Secular)
- 1985 Карл Саган, «Поиск того, кто мы есть», опубликованный в 2006 году как «Наука в поисках Бога» (рус. издание 2018 года) (англ. The Search for Who We Are, published in 2006 as The Varieties of Scientific Experience: A Personal View of the Search for God)
- 1986 Дональд Маккримон Маккей[англ.], «За глазом» (англ. Behind the Eye)
- 1988 Дон Купитт, «Природа и культура» (англ. Nature and Culture)
- 1988 Ричард Докинз, «Миры в микромире» (англ. Worlds in Microcosm)
- 1992 Мэри Уорнок, «Воображение и понимание» (англ. Imagination and Understanding)
- 1993—1994 Кейт Уорд[англ.], «Религия и Откровение» (англ. Religion and Revelation)
- 1995—1996 Джеффри Кантор[англ.] и Джон Хедли Брук[англ.], «Реконструируя природу» (англ. Reconstructing Nature)
- 1997—1998 Роберт Джеймс «Сэм» Берри[англ.], «Боги, гены, зелень и все» (англ. Gods, Genes, Greens and Everything)
- 1999—2000 Ральф Макинерни[англ.], «Персонажи в поисках своего автора» (англ. Characters in Search of Their Author)
- 2001 Брайан Хебблтвейт , Джордж Лакофф, Линн Руддер Бэйкер[англ.], Майкл Руз и Филипп Джонсон-Лэрд[англ.], «Природа и границы человеческого понимания» (англ. The Nature and Limits of Human Understanding)
- 2003—2004 Саймон Блэкберн, «Империя разума» (англ. Reason’s Empire)
- 2005 Джон Э. Харэ[англ.], «Возлюби своего соседа как самого себя» (англ. Thou Shall Love Thy Neighbor as Thyself)
- 2007—2008 Дэвид Фергюссон[англ.], «Религия и ее последние критики» (англ. Religion and Its Recent Critics published as Faith and Its Critics: A Conversation)
- 2008—2009 Чарльз Тейлор, «Необходимость секулярных режимов» (англ. The Necessity of Secularist Regimes)
- 2009—2010 Джанни Ваттимо, «Конец реальности» (англ. The End of Reality)
- 2012 Вилейанур Рамачандран, «Тело и разум: взгляд из нейронауки» (англ. Body and Mind: Insights from Neuroscience)
- 2014 Жан-Люк Марион, «Отдавание и Откровение» (англ. Givenness and Revelation)
- 2015 Перри Шмидт-Лекель[нем.], «Межрелигиозное богословие: форма будущего богословия» (англ. Interreligious Theology: The Future Shape of Theology)
- 2016 Шон М. Кэрролл, «Большая картина: об истоках жизни, смысла и самой вселенной» (англ. The Big Picture: On the Origins of Life, Meaning, and the Universe Itself)
- 2018 Джудит Батлер, «Моя жизнь, твоя жизнь: равенство и философия ненасилия» (англ. My Life, Your Life: Equality and the Philosophy of Non-Violence)

##### Абердинский университет
- 1888—1891 Эдвард Б. Тайлор, «Естественная история религии» (англ. The Natural History of Religion)
- 1896—1898 Джеймс Уорд[англ.], «Натурализм и Агностицизм» (англ. Naturalism and Agnosticism)
- 1898—1900 Джозиа Ройс, «Мир и личность» (англ. The World and the Individual)
- 1904—1906 Джеймс Адам[англ.], «Религиозные учителя Греции» (англ.The Religious Teachers of Greece)
- 1907—1908 Ханс Дриш, «Наука и философия организма» (англ. The Science and Philosophy of the Organism)
- 1911—1913 Эндрю Сет Прингл-Паттисон, «Идея Бога в свете недавней философии» (англ. The Idea of God in the light of Recent Philosophy)
- 1914—1915 Уильям Ричи Сорли[англ.], «Моральные ценности и идея Бога» (англ. Moral Values and the Idea of God)
- 1927—1928 Альфред Норт Уайтхед, «Процесс и реальность» (англ. Process and Reality)
- 1930—1932 Этьен Жильсон, «Дух средневековой философии» (англ. The Spirit of Medieval Philosophy)
- 1936—1938 Карл Барт, «Знание Бога и Служение Богу в соответствии с Учением Реформации» (англ. The Knowledge of God and the Service of God according to the Teaching of the Reformation)
- 1939—1940 Артур Дарби Нок, «Эллинистическая религия — две фазы» (англ. Hellenistic Religion — The Two Phases)
- 1949—1950 Габриэль Марсель, «Тайна бытия»(англ. The Mystery of Being), «Вера и реальность» (англ. Faith and Reality)
- 1951—1952 Майкл Полани, «Личные знания: на пути к посткритической философии» (англ. Personal Knowledge: Towards a Post-Critical Philosophy)
- 1953—1954 Пауль Тиллих, «Систематическое богословие» (англ. Systematic Theology)
- 1963, 1965 Алистер Харди, «Живой поток, Божественное пламя» (англ. The Living Stream, The Divine Flame)
- 1965—1967 Рэймон Арон, «История истории совести» (фр. La Conscience historique dans la pensée et dans l’action)
- 1973 Ханна Арендт, «Жизнь Ума» (англ. The Life of the Mind)
- 1982—1984 Ричард Суинбёрн, «Эволюция души» (англ. The Evolution of the Soul)
- 1984—1985 Фримен Дайсон, «Бесконечное во всех направлениях», (англ. Infinite In All Directions)
- 1989—1991 Ян Барбур[англ.], «Религия в век науки» (англ. Religion in an Age of Science)
- 1992—1993 Ярослав Пеликан, «Христианство и классическая культура: метаморфоза естественного богословия в христианской встрече с эллинизмом» (англ. Christianity and Classical Culture: The Metamorphosis of Natural Theology in the Christian Encounter With Hellenism)
- 1994—1995 Джон У. Роджерсон[англ.], «Вера и критика в творчестве Уильяма Робертсона Смита 1846—1894 гг.» (англ. Faith and Criticism in the Work of William Robertson Smith, 1846—1894)
- 1994—1995 М. А. Стюарт, «Новый Свет и Просвещение»(англ. New Light and Enlightenment)
- 1994—1995 Питер Джонс, «Наука и религия до и после Юма» (англ. Science and Religion before and after Hume)
- 1994—1995 Джеймс Х. Бернс «Порядок Природы» (англ. The Order of Nature)
- 1994—1995 Александр Броди[англ.], «Тень скота» (англ. The Shadow of Scotus)
- 1997—1998 Рассел Стэннард[англ.], «Эксперимент Бога» (англ. The God Experiment)
- 2000—2001 Джон Хабгуд[англ.], «Концепция природы» (англ. The Concept of Nature)
- 2003—2004 Джон Холдейн «Разум, душа и божество» (англ. Mind, Soul and Deity)
- 2003 Элеонор Стамп[англ.], «Блуждающая во тьме» (англ. Wandering in the Darkness)
- 2007 Стивен Паттисон[англ.], «Видеть вещи: углубление отношений с визуальными артефактами» (англ. Seeing Things: Deepening Relations with Visual Artefacts)
- 2009 Алистер Макграт, «Тонко настроенная вселенная: поиски Бога в науке и теологии» (англ. A Fine-Tuned Universe: The Quest for God in Science and Theology)
- 2012 Сара Кокли[англ.], «Возвращение жертвы: эволюция, сотрудничество и Бог» (англ. Sacrifice Regained: Evolution, Cooperation and God)
- 2014 Дэвид Н. Ливингстон, «Занимаясь Дарвиным: место, политика и риторика в религиозных связях с эволюцией» (англ. Dealing with Darwin: Place, Politics and Rhetoric in Religious Engagements with Evolution)
- 2018 Николас Томас Райт, «Различающий рассвет: история, эсхатология и новое творение» (англ. Discerning the Dawn: History, Eschatology and New Creation, published as History and Eschatology: Jesus and the Promise of Natural Theology)

##### Эдинбургский университет
- 1891 Джордж Габриэль Стокс, «Естественная теология» (англ. Natural Theology)
- 1896—1898 Корнелис Тиле, «Об элементах науки о религии» (англ. On the Elements of the Science of Religion)
- 1900—1902 Уильям Джеймс, «Разнообразие религиозного опыта» (англ. The Varieties of Religious Experience)
- 1909—1910 Уильям Варде Фаулер, «Религиозный опыт римского народа» (англ. The Religious Experience of the Roman People)
- 1911—1912 Бернард Бозанкет, «Принцип индивидуальности и ценности» (англ. The Principle of Individuality and Value)
- 1913—1914 Анри Бергсон, «Проблема личности» (англ. The Problem of Personality)
- 1915—1916 Уильям Митчелл Рамзай, «Азиатские элементы в греческой цивилизации» (англ. Asianic Elements in Greek Civilization)
- 1919—1921 Джордж Стаут[англ.], «Разум и Материя» (англ. Mind and Matter)
- 1921—1923 Эндрю Сет Прингл-Паттисон[англ.], «Исследования в области философии религии» (англ. Studies in the Philosophy of Religion)
- 1923—1925 Джеймс Джордж Фрэзер, «Поклонение природе» (англ. The Worship of Nature)
- 1926—1927 Артур Эддингтон, «Природа физического мира» (англ. The Nature of the Physical World)
- 1927—1928 Альфред Норт Уайтхед, «Процесс и реальность: эссе по космологии» (англ. Process and Reality: An Essay in Cosmology)
- 1928—1929 Джон Дьюи, «Стремление к определенности: исследование взаимосвязи знаний и действий» (англ. The Quest for Certainty: A Study of the Relation of Knowledge and Action)
- 1934—1935 Альберт Швейцер, «Проблема естественной теологии и естественной этики» (англ. The Problem of Natural Theology and Natural Ethics)
- 1937—1938 Чарльз Шеррингтон, «Человек о его природе» (англ. Man on His Nature)
- 1938—1940 Ка́рл Па́уль Ре́йнгольд Ни́бур, «Природа и судьба человека: христианская интерпретация» (англ. The Nature and Destiny of Man: A Christian Interpretation)
- 1947—1949 Кристофер Генри Доусон, «Религия и культура (часть 1), Религия и подъем западной культуры (часть 2)» (англ. part 1: Religion and Culture, part 2: Religion and the Rise of Western Culture)
- 1949—1950 Нильс Бор, «Причинность и комплементарность: гносеологические уроки исследований по атомной физике» (англ. Causality and Complementarity: Epistemological Lessons of Studies in Atomic Physics)
- 1950—1952 Чарльз Эрл Рэйвен[англ.], «Естественная религия и христианское богословие» (англ. Natural Religion and Christian Theology)
- 1952—1953 Арнольд Тойнби, «Подход историка к религии» (англ. An Historian’s Approach to Religion)
- 1954—1955 Рудольф Бультман, «История и эсхатология: присутствие вечности» (англ. History and Eschatology: The Presence of Eternity)
- 1961—1962 Джон Бэйли[англ.], «Чувство Присутствия Бога» (англ. The Sense of the Presence of God)
- 1973—1974 Оуэн Чедвик, «Секуляризация европейского сознания в XIX веке» (англ. The Secularisation of the European Mind in the 19th Century)
- 1974—1976 Стэнли Яки, «Дорога науки и пути к Богу» (англ. The Road of Science and the Ways to God,)
- 1978—1979 Джон Кэрью Экклс, «Тайна человека» (англ. The Human Mystery), «Психея человека» (англ. The Human Psyche)
- 1979—1980 Родерик Ниниан Смарт, «Разновидности религиозной идентичности», опубликованные как «За пределами идеологии: религия и будущее западной цивилизации» (англ. Beyond Ideology: Religion and the Future of Western Civilisation)
- 1980—1981 Сейид Хоссейн Наср, «Знание и Священное» (англ. Knowledge and the Sacred)
- 1981—1982 Айрис Мёрдок, «Метафизика как руководство по нравственности» (англ. Metaphysics as a Guide to Morals)
- 1983—1984 Дэвид Дайчес[англ.], «Бог и поэты» (англ. God and the Poets)
- 1984—1985 Юрген Мольтман, «Бог в творении: новая теология творения и Дух Божий» (англ. God in Creation: A New Theology of Creation and the Spirit of God)
- 1985—1986 Поль Рикёр, «Себя как другого» (англ. Oneself as another)
- 1986—1987 Джон Хик, «Интерпретация религии» (англ. An Interpretation of Religion)
- 1987—1988 Аласдер Макинтайр, «Три соперничающие версии нравственного расследования» (англ. Three Rival Versions of Moral Enquiry)
- 1988—1989 Раймон Паниккар, «Троица и теизм» (англ. Trinity and Theism)
- 1989—1990 Мэри Дуглас, «Утверждения о Боге» (англ. Claims on God) опубликовано в книге «В пустыне» (англ. In the Wilderness)
- 1991—1992 Аннемари Шиммель, «Расшифровка знамений Бога: феноменологический подход к исламу» (англ. Deciphering the Signs of God: A Phenomenological Approach to Islam)
- 1993—1994 Джон Полкинхорн, «Наука и христианская вера: теологические размышления восходящего мыслителя» (англ. Science and Christian Belief: Theological Reflections of a Bottom-up Thinker)
- 1995—1996 Джеральд Аллан Коэн, «Если вы эгалитарист, почему вы так богаты?» (англ. If you’re an Egalitarian, how come you’re so Rich?)
- 1996—1997 Ричард Сорабджи, «Эмоции и как с ними справиться» (англ. Emotions and How to Cope with Them) опубликовано как «Эмоции и душевное спокойствие: от стоической агитации до христианского искушения» (англ. Emotion and Peace of Mind: From Stoic Agitation to Christian Temptation)
- 1997—1998 Холмс Ролстон III[англ.], «Гены, Бытие и Бог» (англ. Genes, Genesis and God)
- 1998—1999 Чарльз Тейлор, «Светская эпоха» (англ. A Secular Age)
- 1999—2000 Дэвид Трейси, «Эта сторона Бога» (англ. This side of God)
- 2000—2001 Онора О’Нил, «Автономия и доверие к биоэтике» (англ. Autonomy and Trust in Bioethics)
- 2001—2002 Мохаммед Аркун[англ.], «Начиная критику исламского разума» (англ. Inaugurating a Critique of Islamic Reason)
- 2002—2003 Майкл Игнатьев, «Малое зло: политическая этика в эпоху террора» (англ. The Lesser Evil: Political Ethics in an Age of Terror)
- 2003—2004 Венцель ван Хюсстин[англ.], «Один в мире? Уникальность человека в науке и теологии» (англ. Alone in the World? Human Uniqueness in Science and Theology)
- 2004—2005 Маргарет Ансте[англ.], Стивен Эделстон Тулмин и Ноам Хомский, серия лекций, посвящённая Эдвард Вади Саиду, который должен был прочитать свои лекции в 2004—2005 годах и умер в 2003 году.
- 2005—2006 Жан Бетке Эльштейн[англ.], «Суверенный Бог, Суверенное Государство, Суверенное Я» (англ. Sovereign God, Sovereign State, Sovereign Self)
- 2006—2007 Саймон Моррис[англ.], «Компас Дарвина: Как Эволюция открывает Песнь Творения» (англ. How Evolution Discovers the Song of Creation)
- Джонатан Райли-Смит, «Крестовые походы и Христианство» (англ. The Crusades and Christianity)
- 2007—2008 Александр Нехамас, «Потому что это был он, потому что это был я: дружба и ее место в жизни» (англ. Because it was he, because it was I: Friendship and Its Place in Life)
- 2008 Роберт Виач, «Гиппократическая, религиозная и светская медицинская этика: точка конфликта» (англ. Hipprocratic, Religious and Secular Medical Ethics: The Point of Conflict)
- 2008—2009 Диана Экк[англ.], «Эпоха плюрализма» (англ. The Age of Pluralism)
- 2009—2010 Майкл Газзанига, «Умственная жизнь» (англ. Mental Life)
- 2009—2010 Терри Иглтон, «Дебаты о Боге» (англ. The God Debate)
- 2010—2011 Питер Харрисон[англ.], «Наука, религия и современный мир» (англ. Science, Religion and the Modern World)
- 2010—2011 Гордон Браун, «Будущее рабочих мест и правосудия» (англ. The Future of Jobs and Justice)
- 2011—2012 Лорд Сазерленд[англ.], «Дэвид Юм и гражданское общество» (англ. David Hume and Civil Society)
- 2011—2012 Диармейд Маккаллох[англ.], «Молчание в истории христианства: свидетель собаки Холмса» (англ. Silence in Christian History: the witness of Holmes’Dog). В 2012 году Гиффордские лекции также поддержали разовую совместную лекцию Эдинбургского Королевского общества и Школы информатики при Эдинбургском университете: Джим Аль-Халили, «Алан Тьюринг: Наследие взломщика кода» (англ. Alan Turing: Legacy of a Code Breaker)
- 2012—2013 Бруно Латур, «Однажды вне природы — естественная религия как плеоназм» (англ. Once Out of Nature — Natural Religion as a Pleonasm)
- 2012—2013 Стивен Пинкер, «Лучшие ангелы нашей природы: история насилия и человечества» (англ. The Better Angels of Our Nature: A History of Violence and Humanity)
- 2013—2014 Онора О’Нил, «От терпимости к свободе выражения» (англ. From Toleration to Freedom of Expression)
- 2013—2014 Роуэн Дуглас Уильямс, «Создание представлений: религиозная вера и языковые привычки» (англ. Making representations: religious faith and the habits of language)
- 2013—2014 Кэтрин О’Риган[англ.], «„Что такое Цезарь?“ Осуждение веры в современных конституционных демократиях» (англ. «What is Caesar’s?» Adjudicating faith in modern constitutional democracies)
- 2014—2015 Джереми Уолдрон, «Равные друг другу: основа человеческого равенства» (англ. One Another’s Equals: The Basis of Human Equality)
- 2014—2015 Хельга Новотны, «Вне инноваций. Темпоральности. Повторное использование. Возникновение» (англ. Beyond Innovation. Temporalities. Re-use. Emergence.)
- 2015—2016 Кэтрин Таннер[англ.], «Прикованное к прошлому христианство и Новый Дух Капитализма» (англ. Chained to the Past Christianity and the New Spirit of Capitalism)
- 2016—2017 Ричард Ладлоу[англ.], «Национализм, терроризм и религия» (англ. Nationalism, Terrorism and Religion)
- 2016—2017 Джеффри Стаут[англ.], «Освободившаяся религия: идеалы и полномочия от Цицерона до короля» (англ. Religion Unbound: Ideals and Powers from Cicero to King)
- 2017—2018 Агустин Фуэнтес, «Почему мы верим: эволюция, осмысление и развитие человеческой природы» (англ. Why We Believe: evolution, making meaning, and the development of human natures)
- 2017—2018 Элейн Ховард Эклунд[англ.], «Наука и религия в глобальной общественной жизни» (англ. Science and Religion in Global Public Life)
- 2018—2019 Мэри Бирд, «Древний мир и мы: от страха и отвращения к просвещению и этике» (англ. The Ancient World and Us: From Fear and Loathing to Enlightenment and Ethics)
- 2019—2020 Майкл Уэлкер, «В образе Бога: антропология» (англ. In God’s Image: Anthropology)

##### Сент-Эндрюсский университет
- 1902—1904 Ричард Холдейн, «Путь к реальности» (англ. The Pathway to Reality)
- 1917—1918 Уильям Инге[англ.], «Философия Плотина» (англ. The Philosophy of Plotinus)
- 1919—1920 Льюис Ричард Фарнелл[англ.], «Культы греческих героев и идеи бессмертия» (англ. Greek Hero Cults and Ideas of Immortality)
- 1921—1922 Ллойд Морган[англ.], «Внезапная эволюция» (англ. Emergent Evolution) «Жизнь, разум и дух» (англ. Life, Mind, and Spirit)
- 1926—1928 Альфред Эдвард Тейлор, «Вера моралиста, богословские последствия морали; естественное богословие и позитивные религии» (англ. The faith of a moralist, The Theological Implications of Morality; Natural Theology and the Positive Religions)
- 1929—1930 Чарльз Гор[англ.], «Философия хорошей жизни» (англ. The Philosophy of the Good Life)
- 1936—1937 Вернер Йегер, «Богословие раннегреческих философов» (англ. The Theology of the Early Greek Philosophers)
- 1953—1955 Чарльз Артур Кэмпбелл[англ.], «О самости и божественности» (англ. On Selfhood and Godhood)
- 1955—1956 Вернер Гейзенберг «Физика и философия: революция в современной науке» (англ. Physics and Philosophy: The Revolution in Modern Science)
- 1959—1960 Георг Хенрик фон Вригт, «Норма и действие» (англ. Norm and Action) и «Разновидности добра» (англ. The Varieties of Goodness)
- 1962—1964 Генри Чедвик[англ.], «Власть в ранней церкви» (англ. Authority in the Early Church)
- 1964—1966 Джон Нимейер Финдли[англ.], «Дисциплина пещеры» (англ. The Discipline of the Cave), «Превосхождение пещеры» (англ. The Transcendence of the Cave)
- 1967—1969 Роберт Чарльз Зенер[англ.], «Согласный раздор. Взаимозависимость верований» (англ. Concordant Discord. The Interdependence of Faiths)
- 1972—1973 Алфред Джулс Айер, «Центральные вопросы философии» (англ. The Central Questions of Philosophy)
- 1975—1977 Рейер Хойкаас, «Факт, вера и вымысел в развитии науки» (англ. Fact, Faith and Fiction in the Development of Science)
- 1977—1978 Дэвид Стаффорд-Кларк[англ.], «Миф, магия и отрицание» (англ. Myth, Magic and Denial)
- 1980—1981 Грегори Властос, «Сократ: иронист и философ морали» (англ. Socrates: Ironist and Moral Philosopher)
- 1982—1983 Дональд Джеффри Чарлтон[англ.], «Новые образы природного» (англ. New Images of the Natural)
- 1983—1984 Джон Маккуори[англ.], «В поисках божества» (англ. In Search of Deity)
- 1984—1985 Адольф Грюнбаум, «Теория психоанализа и наука» (англ. Psychoanalytic Theory and Science)
- 1986—1987 Энтони Флю, «Логика смертности» (англ. The Logic of Mortality)
- 1988—1989 Вальтер Буркерт, «Следы биологии и создание смысла» (англ. Tracks of Biology and the Creation of Sense)
- 1990—1991 Хилари Уайтхолл Патнэм, «Обновляя философию» (англ. Renewing Philosophy)
- 1992—1993 Роджер Пенроуз, «Вопрос физической реальности» (англ. The Question of Physical Reality)
- 1992—1993 Артур Пикок, «Природа, Бог и человечество» (англ. Nature, God and Humanity)
- 1995 Николас Уальтерсторф[англ.], «Томас Рид и история эпистемологии» (англ. Thomas Reid and the Story of Epistemology)
- 1996—1997 Майкл Даммит, «Мысль и реальность» (англ. Thought and Reality)
- 1999 Роберт Меррихью Адамс[англ.], «Бог и Бытие» (англ. God and Being)
- 1999 Мэрилин Маккорд-Адамс, «Согласованность христологии» (англ. The Coherence of Christology)
- 2001—2002 Стэнли Хоуэрвоз[англ.], «С зерном Вселенной: Свидетельство Церкви и естественное богословие»(англ. With the Grain of the Universe: The Church’s Witness and Natural Theology)
- 2002—2003 Питер ван Инваген, «Проблема зла» (англ. The Problem of Evil)
- 2004—2005 Алвин Карл Плантинга, «Наука и религия: конфликт или согласие» (англ. Science and Religion: Conflict or Concord)
- 2007 Мартин Рис, «Наука 21-го века: Космическая перспектива и земные проблемы» (англ. 21st Century Science: Cosmic Perspective and Terrestrial Challenges)
- 2010 Роджер Скрутон, «Лицо Бога» (англ. The Face of God)